# Северяне

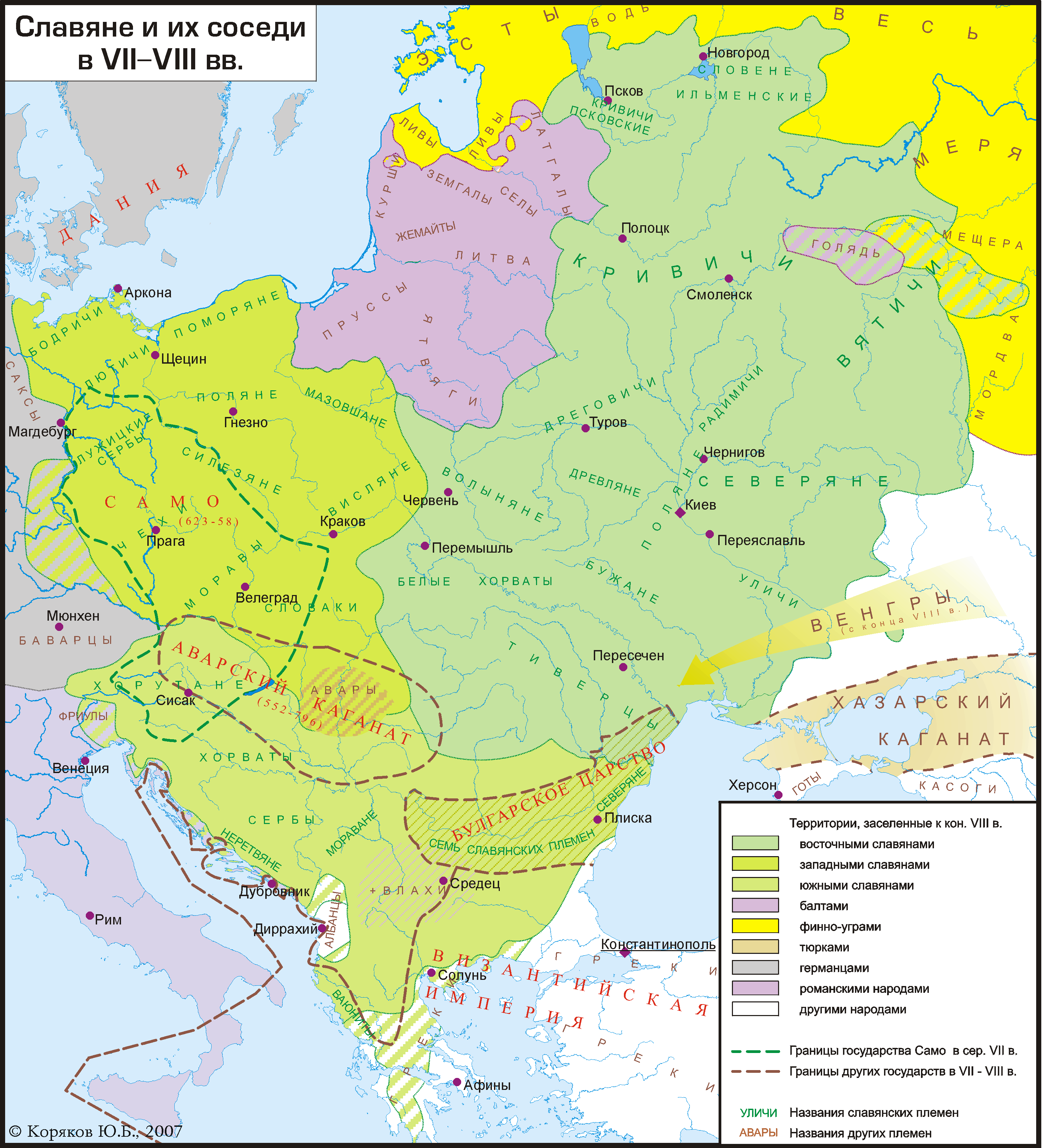
Расселение славян к концу VIII века

Северя́не (др.-рус. и церк.-слав. сѣ́веръ, сѣ́вера, сѣверо, сѣ́веры, сѣ́верѧне, сѣверѧны) — восточнославянское объединение, одни из носителей роменской археологической культуры.

## Этимология
Различные толкования названия север(яне) предлагаются уже около двух столетий. А. Шлёцер полагал, что данный этноним обозначал общность людей, живших к северу от Киева. М. Фасмер считал, что северяне были самым северным племенем восточнославянской прародины «до того, как восточные славяне распространились через Белоруссию до Новгорода». С. М. Соловьёв и И. Д. Беляев, опираясь на указание летописи, видели в северянах потомков кривичей. Ныне этой точки зрения придерживается С. П. Щавелёв, считающий, что северяне заселили Днепровское Левобережье, двигаясь с севера.
О. В. Сухобоков, основываясь на суждениях О. Н. Трубачёва о тождестве понятий «северный» и «левый» в славянском языке, усмотрел в этнониме север(яне) намёк на их местообитание в бассейнах левых притоков Днепра. В основе этой гипотезы лежит аналогия между «днепровскими» и «дунайскими» северянами: последние будто бы населяли левый (северный) берег Дуная. Источники свидетельствуют, что северяне (болг. северите) обитали южнее Дуная, однако О. Н. Трубачёв считал, что на левобережье проживало ещё одно племя с таким названием, указанное в «Баварском географе» как цериваны (лат. Zerivani).
В. В. Иванов и В. Н. Топоров предположили, что этноним север (праслав. *sěverъ) был переводом аналогичного иранского названия, употребляемого по отношению к рассматриваемому племени ещё скифами или сарматами. В. В. Седов, развивая гипотезу Иванова и Топорова, также допускал иранское происхождение этнонима север (от корня *seu, *sew — «чёрный»). По мнению Седова, он зародился в антской среде, включавшей значительный иранский этнический элемент. В архаичной системе пространственной ориентации чёрный цвет ассоциируется с севером. Как считает Г. Атанасов, северяне были потомками антов, названными так из-за более тёмного цвета кожи и волос в сравнении с соседями.
Согласно построениям О. С. Стрижака, придерживавшегося «иранской» гипотезы, изначальная форма этнонима северяне зафиксирована в «Руководстве по географии» II века как савар (др.-греч. Σαυάροι). От племени, носившего это имя, оно передалось «дунайским» северянам, часть которых в VII веке мигрировала в Поднепровье. Мнение о миграции дунайцев на Левобережье Днепра разделяет А. Н. Поляков. С его точки зрения, название северян объясняется их проживанием севернее остальных балканских славян. Согласно В. П. Яйленко, названия дунайских и приднепровских северов не связаны между собой: последние переняли этноним у ассимилированного местного населения. По мнению Яйленко, ираноязычные жители Поднепровья называли северами венгров. З. Голомб возводил этноним север к незасвидетельствованному пра-и.е. *k̑oiu̯o- («член семьи»), тогда как В. П. Кобычев — к кельтским корням, трактуя его как «изгнанники», М. И. Артамонов — к одноимённой общности, составлявшей часть кутригуров, а О. М. Приходнюк — к названию тюркского племени савиров, обитавшего в Прикаспии.
От этнонима северяне произошло название Северской земли. Первые упоминания этого хоронима относятся к XIV веку. К числу городов Северской земли относили Новгород-Северский, Чернигов, Брянск, Гомель, Стародуб, Трубчевск, Путивль, Рыльск, Курск и др. Термин северские города (др.-рус. и церк.-слав. сѣверьскые городы) известен ещё из летописного сообщения, помещённого под 1183 годом. В XV—XVII веках потомков летописных северян, населявших этот регион, именовали севрюками.

## География
Северяне населяли бассейны Десны, Сулы, Псла и Ворсклы, а также верховья Северского Донца. В полосе вдоль левого берега Днепра их поселений не выявлено. Согласно летописи, северяне обитали в лесах (церк.-слав. «живяху в лѣсѣх»), что подтверждается данными археологии. Западными соседями северян были поляне и дреговичи, северными — радимичи и вятичи. Выделяются области расселения так называемых западных («лесных») и восточных («лесостепных») северян. Северянское объединение складывалось из «малых племён», одним из которых, вероятно, были семцы (семичи) — жители Посемья.

## История
В историографии накопилось множество взаимоисключающих точек зрения на историю северян. Варианты интерпретации данных о северянах, полученных из письменных и вещественных источников, довольно противоречивы. Важнейшими письменными источниками, содержащими сведения о северянах, являются трактат «Об управлении империей» Константина Багрянородного и документы переписки хазарского правителя Иосифа. Ключевую роль в построениях исследователей играет и «Повесть временных лет», как источник обладающая рядом недостатков. Помимо этого, накоплен значительный массив археологических данных. Осознанное изучение северянских древностей последовало за выделением волынцевской и роменской археологических культур.

Археологические культуры юга Восточной Европы в последней четверти I тыс. н. э.

Археологи увязывают этногенез северян с формированием роменской культуры. Носителями последней, помимо северян, признаются также радимичи и вятичи. Ранний этап развития роменской культуры представлен памятниками волынцевского типа; часть исследователей постулирует существование самобытной волынцевской культуры, предшественницы роменской. Волынцевские памятники, расположенные на Левобережье Днепра, приписывают северянам, на Правобережье — полянам. В. В. Седов считал, что памятники волынцевского типа оставлены русами, соотнося зону их распространения с Русским каганатом.
Появление памятников волынцевского типа связывают с миграцией на Левобережье Днепра выходцев с правого берега (склавинов византийских источников), оставивших памятники типа Сахновки. Ранние волынцевские памятники содержат компоненты предшествующих пеньковской и колочинской культур. На волынцевских памятниках встречается характерная гончарная посуда, не имеющая местных прототипов — горшки волынцевского типа. Большинство специалистов соотносит изготовление подобной керамики с традициями носителей салтовской культуры (алан или болгар). Некоторые исследователи сопоставляют её с посудой культур Поволжья и Приуралья (например, именьковской), Нижнего Подунавья, с пастырской или провинциально-византийской керамикой. В материалах ряда памятников Днепровского Левобережья присутствует лепная посуда сахновско-волынцевской традиции, но не встречается круговая керамика волынцевского типа. Одни учёные считают такие памятники сахновскими, другие — ранневолынцевскими.
Существование общности северян прослеживается с VIII века. К настоящему времени сформулировано четыре основных версии происхождения данного этноса: автохтонная, западнославянско-висленская, иранская и болгаро-дунайская. С точки зрения В. Д. Барана, северянское объединение сложилось в результате перемешивания антов и склавинов на Левобережье Днепра. По мнению А. В. Комара, предками северян, радимичей, дреговичей и части кривичей были носители колочинской культуры. Судя по материалам ингумационных захоронений X—XII веков, представители указанных этносов имели общий антропологический тип. Ю. В. Долженко подтверждает эти данные в отношении мужских останков, тогда как серия черепов северянок разделяется им на три краниологических варианта, один из которых схож с выборкой из захоронений X—XI веков в Бранешты.
А. В. Григорьев счёл, что близость отдельных черт материальной культуры ранних северян (глинобитных печей и украшений) памятникам Нижнего Подунавья VII—VIII веков свидетельствует о миграции на Левобережье Днепра племени северов. Сходные предположения высказывались Д. А. Мачинским и О. Н. Трубачёвым. Согласно Е. Коматаровой-Балиновой, погребальный обряд северов и северян имеет общие черты. По мнению А. С. Щавелёва, переселение северов длилось с 60-х годов VIII века по начало IX. М. М. Казанский отождествил мигрантов со склавинами, отнеся их переселение ко второй половине VII — началу VIII века. Появление в Поднепровье славян, пришедших из Подунавья, признавалось В. В. Седовым. В то же время он связывал формирование волынцевской культуры с притоком населения из именьковского ареала Среднего Поволжья. Гипотеза В. В. Седова подверглась критике со стороны В. Д. Барана и О. В. Сухобокова, однако её поддержал О. М. Приходнюк. А. В. Комар полагает, что А. В. Григорьев и В. В. Седов проигнорировали различия в материальной культуре Поднепровья, Подунавья и Поволжья, исчисляемые десятками важных признаков.
Греческие и западноевропейские источники ничего не сообщают об оттоке славян на север из Подунавья в VI—IX веках. С точки зрения И. И. Еремеева, археологические находки свидетельствуют скорее о миграции в Поднепровье групп ремесленников с семьями, нежели о массовых «волнах дунайской колонизации». О. В. Сухобоков, не соглашавшийся с «дунайской» гипотезой А. В. Григорьева, позже признал возможность «микромиграции» северов в Поднепровье, отразившейся в материалах Пастырского городища и волынцевских памятников. Впрочем, по мнению Сухобокова, мигранты выступили лишь передатчиками «инокультурного импульса», наложившегося на местную основу. М. В. Любичев констатирует наличие «неславянских элементов» в материалах волынцевского горизонта. Г. Атанасов допускает, что в формировании волынцевской культуры могли принять участие анты и унногундуры, мигрировавшие на север при распаде Великой Болгарии. Е. А. Шинаков видит в её носителях алано-болгар, игравших роль «военных поселенцев» на подвластных хазарам славянских землях.
Подчинение северян Хазарскому каганату учёные относят к 30-м годам VIII века. Хронологическим маркером этого события служит сокрытие Харьевского и схожих с ним кладов. М. М. Казанский считает, что славянское население Днепровского Левобережья оказалось под властью хазар уже в начале VIII века, А. В. Комар датирует это событие второй четвертью, а А. А. Тортика — серединой VIII века. Вероятно, функцию административного центра объединения северян под протекторатом каганата в середине VIII — начале IX века исполняло Битицкое городище. Не позднее первой четверти IX века (вероятно, около 813—815 годов) поселения всего волынцевского ареала были уничтожены в ходе внешней агрессии. Яркая картина разгрома прослежена на Битицком городище и Старокиевской горе, на поселениях близ Андрияшевки, Столпяг, Шестовицы, Гочева, Обухова, Бучака, Волынцева и других. Выдвигаются различные гипотезы о причинах этих событий: «гражданская война», вызванная принятием иудаизма хазарским беком; восстание местного населения, изгнавшего «иноплеменную верхушку»; нападение мадьяр или руси. Проникновение руси в IX веке на территории, подчинённые Хазарскому каганату, археологическими данными не подтверждается. 

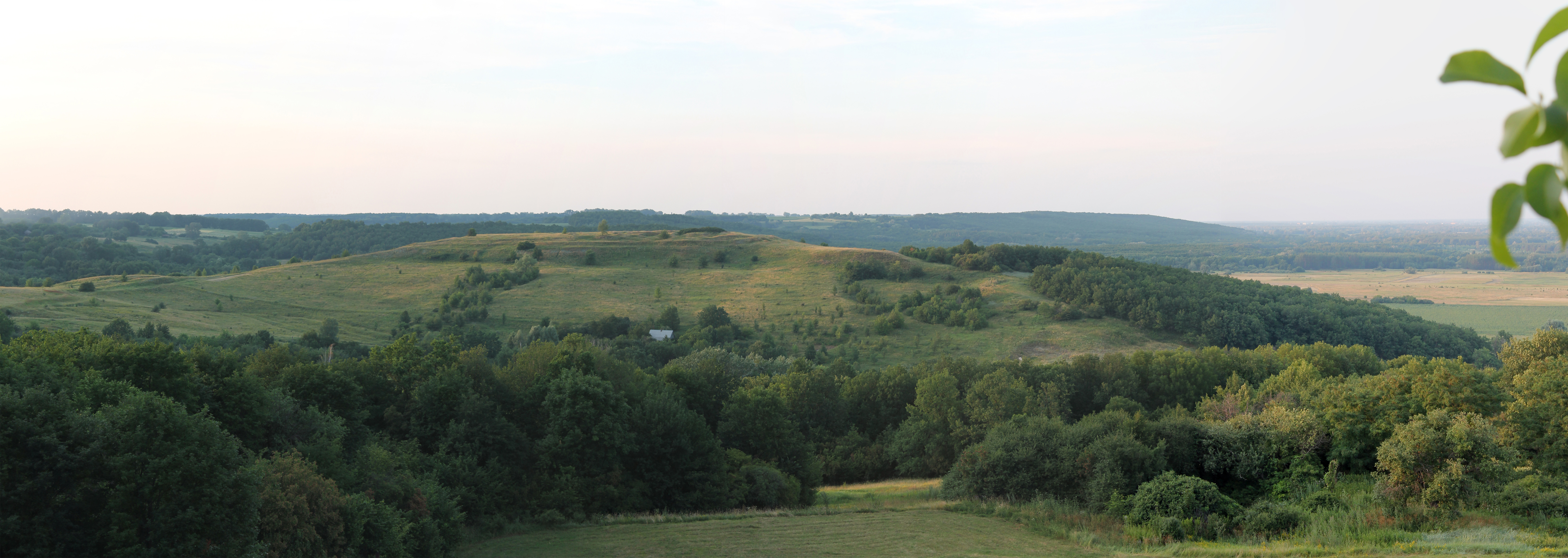
Опошнянское городище

Во второй четверти IX века уцелевшее волынцевское население укрылось в районах, примыкающих к границам Хазарии. Ключевым памятником этого периода является Опошнянское городище на Ворскле, на котором имеются следы пожара и бегства жителей. Военные действия, приведшие к гибели Опошнянского городища и сокрытию Ивахниковского клада, датированы 30-ми — 40-ми годами IX века и связаны с появлением на южной границе лесостепи кочевых мадьяр. Во второй трети IX века в прежнем волынцевском ареале сложилась роменская культура, ранний этап которой ярче всего демонстрируют материалы Новотроицкого городища. Этот период характеризуется появлением венгерских импортов, а также новой волной византийского влияния. Конец IX века ознаменовался резким ростом количества поселений северян, усеявших берега Десны, Сейма, Сулы, Псла, Ворсклы, Уды и Северского Донца.

### В составе Руси
Первое датированное упоминание северян в «Повести временных лет» помещено под 859 годом. Согласно «Повести», северяне платили дань хазарам, а в 884 году их подчинил себе князь Олег, сделав своими данниками. А. В. Комар соотносит с этим сюжетом гибель Новотроицкого городища, случившуюся в последней трети IX века. И. И. Ляпушкин связывал разрушение данного поселения с печенежским набегом, В. В. Приймак склонен считать нападавших мадьярами. А. С. Щавелёв относит начало даннической зависимости северян от Руси к началу X века. При этом их земли обладали широкой автономией. По данным письма Иосифа, северяне оставались под властью Хазарского каганата вплоть до 60-х годов X века, однако автор трактата «Об управлении империей» середины того же столетия включал их в систему полюдья росов. По одной из версий, контроль Руси осуществлялся лишь над Подесеньем, тогда как восточные северяне оставались в зоне влияния Хазарии. Это отразилось в распространении круговой древнерусской посуды и изделий скандинавского стиля на Десне. Согласно другой гипотезе, Олег наложил дань на всех северян, но не захватил их земли; сведения о подчинении северян хазарам в X веке неверны, или же под «хазарской данью» того времени подразумевались выплаты, связанные с транзитной торговлей. А. В. Григорьев предположил, что северяне могли выплачивать символическую дань одновременно Руси и Хазарии, сохраняя максимальный уровень автономии.
Под 907 годом в «Повести временных лет» сообщается о походе князя Олега на Константинополь, в котором приняли участие северяне. Оценка этого известия в историографии неоднозначна: одни учёные считают его вымыслом летописца, другие признают достоверность события и его даты. Среди современных исследователей преобладает мнение о реальности похода Олега, однако его датировка представляется затруднительной. Популярна точка зрения, согласно которой в походе были задействованы лишь западные северяне. 
В промежутке с 30-х по 60-е годы X века князь Святослав Игоревич совершил поход на вятичей с целью принуждения их к выплате дани. Это спровоцировало ответные действия со стороны хазар, ясов и касогов, выступивших против Святослава. Князь добился цели, взяв штурмом хазарскую крепость Саркел. По мнению А. С. Щавелёва, отправной точкой похода был Новгород-Северский, ставший к середине X века центром власти Святослава в земле северян, но археологические данные свидетельствуют о появлении города лишь при Владимире Святославиче. В ходе раскопок Новгород-Северской крепости древнерусские комплексы старше второй половины X века выявлены не были. Как считал Ю. Ю. Моргунов, по пути из вятического Поочья в Хазарию войско Святослава захватило и уничтожило ряд восточносеверянских крепостей (Большое Горнальское, Гочевское и Донецкое городища). Часть северян отступила после этого в салтовский ареал, заняв городища Мохнач и Коробовы Хутора.

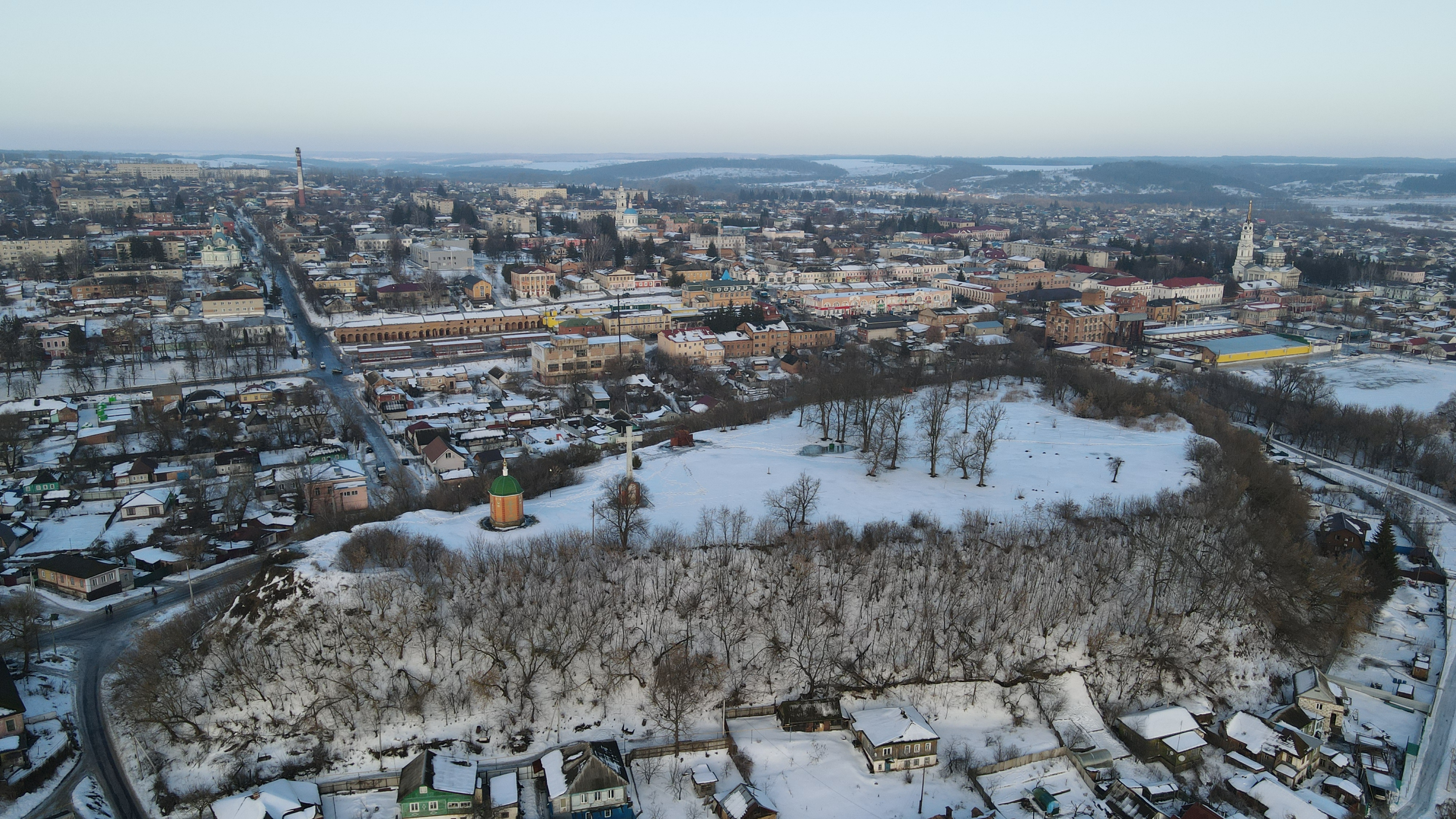
Место Рыльской крепости

Согласно А. В. Комару, в IX—X веках группы северян составили часть населения Любеча, Чернигова, Сновска, Вышгорода и Киева. В конце X века в некоторых северянских крепостях появились древнерусские гарнизоны, переросшие со временем в города: Глинск, Курск, Лтава, Лубен, Ничен, Новгород-Северский, Путивль, Ромен, Рыльск. В нескольких случаях носители роменской культуры заселили посады древнерусских крепостей (Ромен, Лтава, Воинь). Ю. Ю. Моргунов отмечает, что характер включения в состав Руси северянских земель не был мирным. В конце X века многих северян переселили в нижнее Посулье, обязав строить линию дерево-земляных стен («Змиевых валов») для защиты от печенегов. Большинство крепостей в бассейнах Десны, Сейма, Псла и Ворсклы было разрушено в ходе военных действий на рубеже X—XI веков. Волна «окняжения» со стороны Чернигова достигла Стародуба и Путивля, со стороны Киева — Лубен и Курска. Согласно А. В. Кашкину, с XI века в Посемье сменилась система расселения: численность поселений сократилась вдвое, но размеры их увеличились. А. В. Комар полагает, что запустевание северянских поселений было вызвано истощением их ресурсных зон.
Как полагает А. С. Щавелёв, покорение северян осуществил либо черниговский князь Мстислав Владимирович между 1024 и 1036 годами, либо кто-то из его предшественников, занимавших черниговский стол. По мнению ряда историков, северяне сопротивлялись экспансии и ещё в 1015 году подняли восстание, подавленное князем Борисом Владимировичем. Ю. Ю. Моргунов счёл данную гипотезу, основанную на толковании «Чтения о святых мучениках Борисе и Глебе», надуманной и анахроничной.

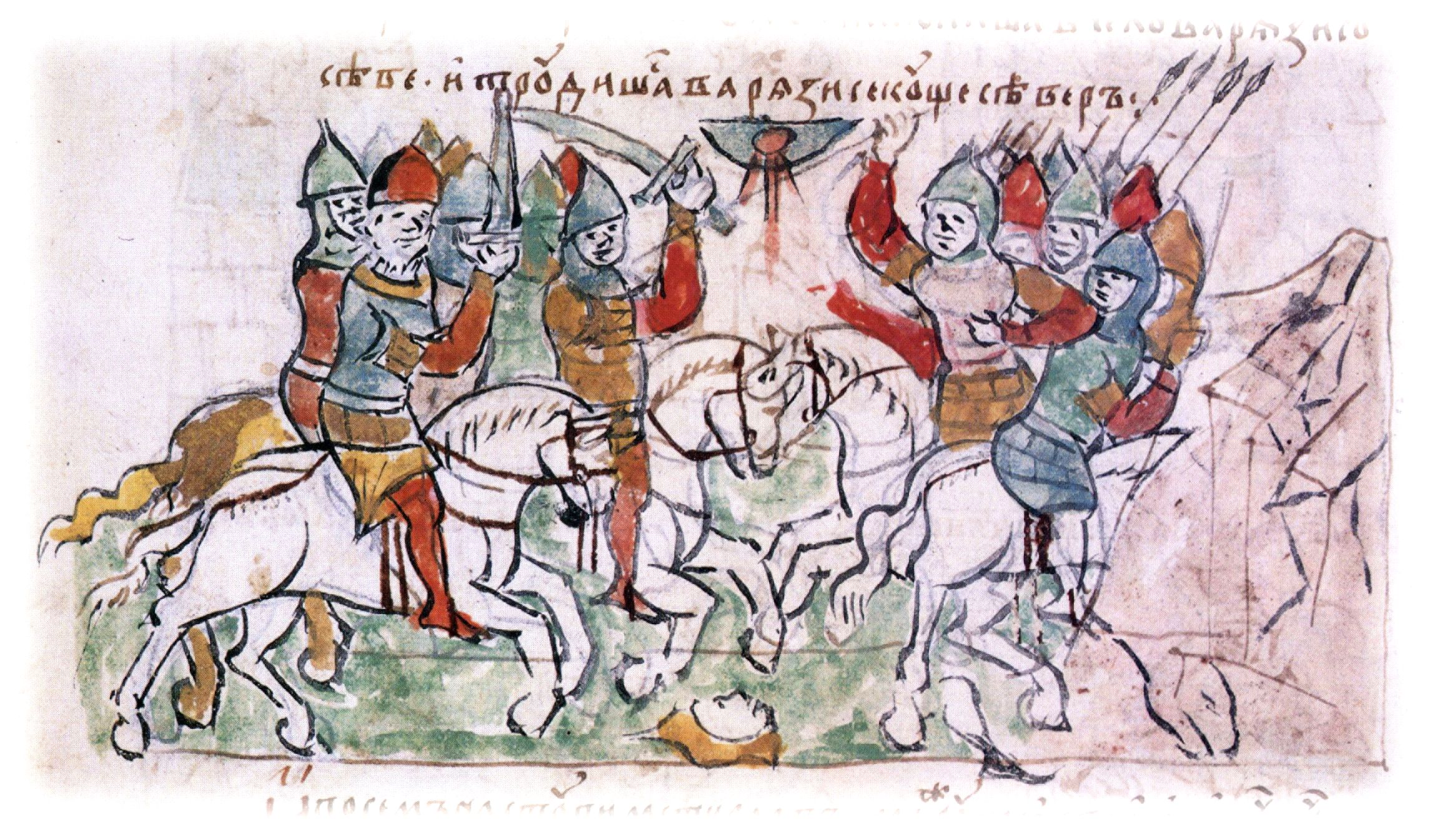
Битва при Листвене. Миниатюра Радзивилловской летописи

Под 1024 годом в «Повести временных лет» помещено сообщение о конфликте между Мстиславом Владимировичем и его братом Ярославом. Тот призвал на помощь варягов «из-за моря», а Мстислав приготовился принять бой у Листвена. Своих дружинников он расставил на флангах, выдвинув вперёд войско северян. Одержав победу, Мстислав обрадовался отсутствию потерь в своём воинстве (церк.-слав. «кто сему не радъ: се лежить сѣверянинъ, а се варягъ, а дружина своя цѣла»). По мнению А. С. Щавелёва, северяне предстают в этом известии как наёмный воинский контингент наравне с варягами. Ю. Ю. Моргунов полагал, что северяне были ополченцами из земель, подвластных Мстиславу. А. В. Григорьев счёл, что к моменту Лиственской битвы северяне всё ещё представляли собой автономную военно-политическую силу, но были зависимы от черниговского князя.
Летописное известие 1024 года является самым поздним упоминанием о северянах; указание на 1183 год в этом контексте ошибочно. Окончательное включение северян в состав Руси произошло в середине XI века. Это событие сопровождалось колонизацией северянских земель выходцами из северных районов. В частности, следы присутствия переселенцев выявлены в Гочеве и Зелёном Гае. С точки зрения О. В. Сухобокова, массового заселения Левобережья пришельцами не было, а коренное население вплоть до XIII века в значительной мере сохраняло северянский этнический и антропологический облик.

## Материальная культура

### Поселения
Селения ранних северян (носителей волынцевской культуры) были, как правило, неукреплёнными. Они располагались вблизи источников воды, в окружении удобных для примитивной обработки земель (по преимуществу луговых чернозёмов). Чаще всего поселения основывались на невысоких участках речных террас и возвышениях среди речных долин. Некоторые из них занимали более значительные возвышенности. Селища обычно небольшие, но известны и крупные, площадью свыше 6 га. Застройка поселений была свободной, в ряде случаев — кучной.
Остатками единственного укреплённого посёлка волынцевской культуры является Битицкое городище на Псле. Первые фортификации на его месте возвели ещё в скифское время, в VIII веке они были лишь обновлены. На площадке городища раскопаны остатки 70 построек, ещё 108 выявлено электромагнитной разведкой. В Битицком городище обычно видят властный центр и место пребывания вооружённого контингента. Высказываемая некоторыми исследователями оценка Битицы как «протогорода» оспаривается. Судя по характеру находок, это поселение имело аграрный облик и не было значительным торговым центром.
Во второй четверти IX века возникло Опошнянское городище с нехарактерной для волынцевских поселений мысовой топографией. После разрушения Опошни число северянских укреплений лишь возросло. К раннему этапу роменской культуры (вторая — третья трети IX века) относят городища Новотроицкое, Кудеярова Гора и Переверзево II. Ю. Ю. Моргунов полагал, что возведение северянами множества крепостей было реакцией на агрессию со стороны Руси. Выдвигалась также гипотеза о строительстве ими укреплений для защиты от печенегов, но исследованиями она не подтвердилась. Часть исследователей связывает появление северянских фортификаций с военной активностью венгров. С точки зрения В. В. Седова и О. В. Сухобокова, это было вызвано хазарской экспансией.
По расположению городища роменской культуры делятся на мысовые, останцовые и занимающие останцеподобные мысы (отделённые седловиной). Высота их размещения над речной поймой варьирует от 6 до 60 м (чаще всего, 10—30 м). Мысовые городища, укреплённые лишь с напольной стороны, преобладают в Посемье. Защищённая фортификациями площадь обычно не превышала 6000 м², но известны и городища площадью свыше 3 га, в том числе состоящие из нескольких укреплённых частей. По мнению Ю. Ю. Моргунова, существование «посадских» укреплений на северянских памятниках опубликованными материалами не подтверждается. Городище Курочкино-1, расположенное неподалёку от Гочевского археологического комплекса, выделяется своей кольцевой формой и малым диаметром площадки (всего 14 м). Подобные объекты, обнаруженные в Пруто-Днестровском междуречье, интерпретируются как культовые центры.

Валы и рвы Донецкого городища

Одним из типичных фортификационных приёмов северян была подрезка склонов — создание эскарпов и псевдоэскарпов. Мысовые крепости ограничивались с напольной стороны двухрядной стеной столбовой или каркасно-столбовой конструкции, заполненной изнутри землёй. Остатки этих стен ныне представляют собой земляные валы. В середине X века появились стены, составленные из городен — засыпанных землёй срубов. Временами дерево-земляные стены сооружались не только со стороны «поля», но и по периметру крепости. За стеной (иногда — внизу эскарпа) находился ров. Часто в крепостях присутствовали колодцы, от которых остались западины диаметром от 7 до 25 м и глубиной свыше 2 м. Некоторые крепости возводились на уже существовавших открытых поселениях. Число известных северянских городищ достигает 90, две трети из них находится в Посемье.
Большинство северян проживало на открытых поселениях, как примыкавших к укреплениям, так и отдалённых от них. Следы поселений обнаруживаются в самых разных ландшафтных зонах, исключение составляют лишь нижние течения левых притоков Днепра, малопривлекательные для земледельческого населения из-за засоленности почв и отсутствия леса. Привязка поселений к рекам обязательна, на водоразделах они не встречаются. Выявлены следы не только земледельческих поселений, но и небольших посёлков, занимавших дюны и останцы среди пойм, население которых занималось скотоводством, рыболовством и добычей болотной руды. Некоторые пойменные поселения названы в литературе «болотными городищами», однако отсутствие следов фортификаций заставляет отнести их к категории селищ.

С точки зрения Ю. Ю. Моргунова, открытые поселения преобладали над крепостями лишь в отдельных районах (например, в поречье Тускари). В бассейнах Сулы, Псла и Ворсклы ведущим элементом поселенческой структуры были укрепления, игравшие роль убежищ. Городища доминируют и среди памятников верховий Северского Донца. Группы неукреплённых поселений, не тяготевших к крепостям, выявлены близ Лебяжьего, на берегах Реута и в других местах. 

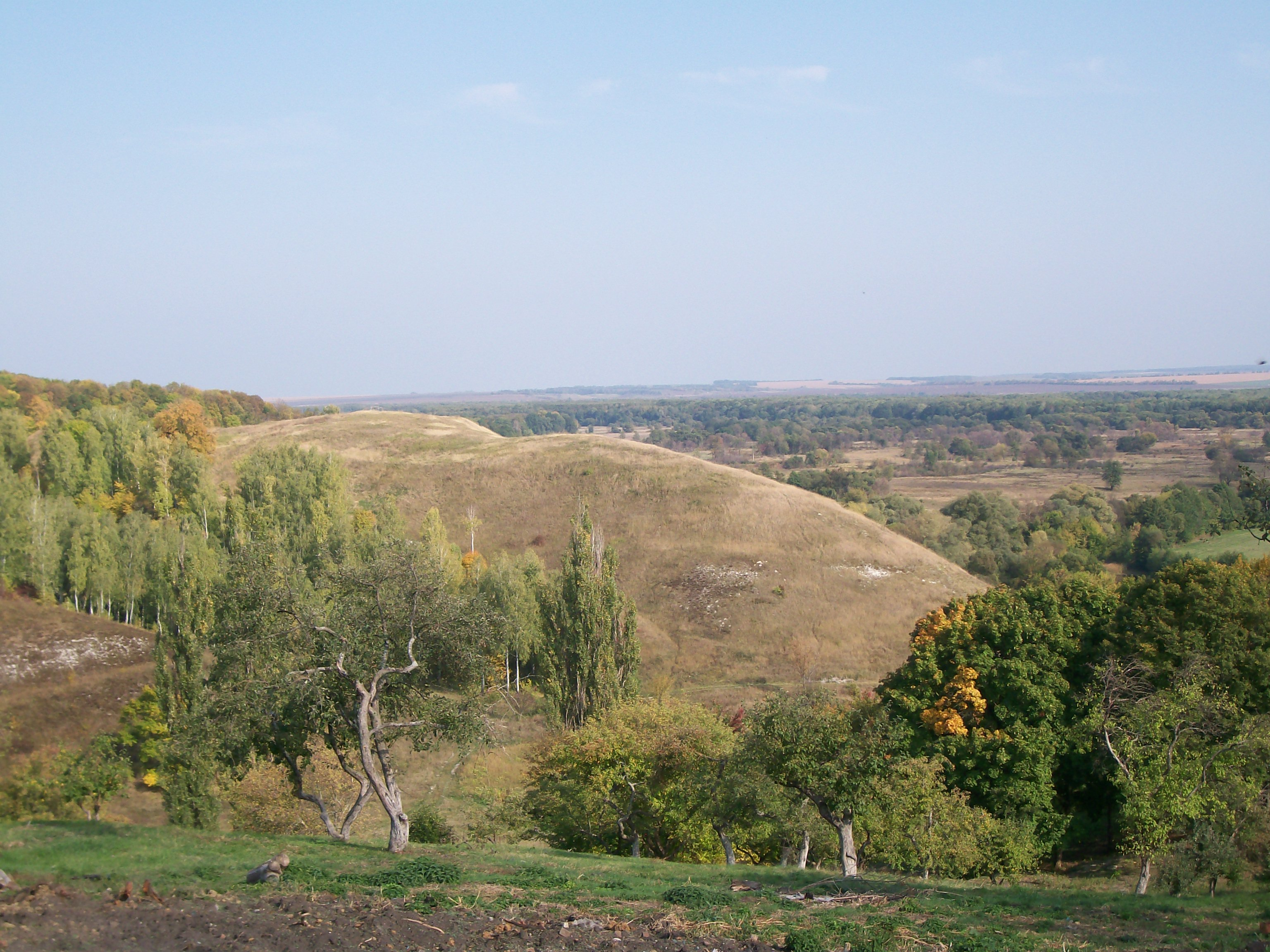
Большое Горнальское городище — «протогород» северян

Структура расселения северян, сложившаяся к середине — концу X века, выстраивалась из поселенческих скоплений («гнёзд») и цепочек укреплений, вытянувшихся вдоль рек. «Гнёзда», разделённые промежутками до 30—40 км, насчитывали по 7—12 пунктов. Иногда в них видят археологический эквивалент «малых племён», составлявших крупные племенные союзы. Ряд поселений, имеющих сложную планировочную структуру, рассматривается некоторыми исследователями как «протогорода». Из числа последних особенно выделяется Горнальский археологический комплекс. А. С. Щавелёв называет Горналь столицей или «центральной агломерацией» политии северян. Ю. Ю. Моргунов, считавший Большое Горнальское городище исключением в ряду роменских памятников, сомневался в его оценке как племенного центра. Двухкамерная постройка в центральной части городища, принимаемая одними учёными за жилище аристократа, интерпретируется другими как хозяйственное сооружение, предназначенное для помола и хранения зерна.

### Жилища и хозяйственные постройки
Жилые постройки волынцевской культуры представляются в виде полуземлянок с «кубовидными» материковыми печами, имеющими вальковые своды. Площадь дома обычно не превышала 25 м², он уходил в землю на глубину от 0,6 до 1,6 м. По мнению С. П. Юренко, большинство сооружений имели каркасно-столбовую конструкцию. В. В. Енуков счёл, что жилища сахновско-волынцевского горизонта были преимущественно срубными. Как правило, центральная часть дома являла собой подквадратный котлован, по периметру которого устраивались «лавы», покрытые деревянными плахами. Реже возводились постройки, нижний венец которых укладывался прямо на дно котлована. К той же строительной традиции относятся постройки Опошнянского и Новотроицкого городищ. Волынцевские жилища отапливались печами, вырезанными в материковых останцах, в одной из стенок котлована или в массивах специально принесённой и сбитой глины. Иногда вместе с печью устраивался очаг, помещённый в одном из углов дома. На Битицком городище встречены остатки закруглённых в плане наземных жилищ с очагами.
Углублённые жилища господствовали и в роменский период. На раннем этапе преобладали постройки с котлованами небольших размеров (менее 16 м²), в дальнейшем проявилась тенденция к росту их площади. Остатков двухкамерных строений почти не встречено. С середины X века обрели популярность двухэтажные дома. Отапливались жилища, как правило, печами (материковыми или глинобитными, реже — каменками). Изредка попадаются очаги.
Подавляющее большинство роменских жилищ Посемья имело срубную конструкцию и углублённый в грунт котлован, окружённый «лавами». Глубина последних колебалась в диапазоне от 0,5 до 1,3 м. В нескольких случаях прослежены ступеньки для спуска в котлован, глиняная подмазка или деревянное покрытие пола. Конструкция печей разнообразна: их вырезали в материковых останцах, сооружали из глины (на материковом основании или без такового) и камня. В конце X — начале XI века получили распространение наземные срубные жилища с припечными ямами, также начали возводиться пятистенки с холодными сенями.
Хозяйственные сооружения северян представлены зерновыми ямами, погребами, ледниками и другими постройками, в том числе заглублёнными, иногда с входным тамбуром.

### Погребальный обряд
Волынцевские погребальные древности изучены довольно слабо. Известно о существовании нескольких грунтовых могильников, содержащих урновые захоронения по обряду кремации. На одном из них были выявлены площадки для устройства погребальных костров. Останки покойного, собранные с костра, очищались от золы и угля, а затем помещались вместе с предметами личного убора в глиняный горшок. Захоронения совершались в неглубоких ямках и затем прикапывались дёрном.
В IX веке волынцевский погребальный обряд сменяется роменским, включавшим сооружение кургана на месте захоронения. Погребальная урна обычно помещалась в верхней части курганной насыпи, каковая могла неоднократно досыпаться в дальнейшем. Иногда урны ставились в нижней части насыпи или на уровне земной поверхности, в ряде случаев под насыпью обнаруживались следы деревянной кольцевой ограды. Аналогичные признаки встречаются в погребениях Верхнего Поочья и Подонья, приписываемых вятичам и донским славянам. В 11% случаев урны в захоронениях отсутствовали. До 30% погребений содержало разнообразный инвентарь, как правило, в сильно оплавленном виде. Из этой особенности следует, что покойных сжигали вместе с одеждой, украшениями и бытовыми предметами. Со второй половины X века курганы начали сооружать прямо на месте кремации, но прежний обряд сожжения на стороне всё ещё сохранялся. Тогда же обрёл популярность обряд ингумации на горизонте, полностью господствующий в XI веке. Второй половиной X — первой половиной XI века датируются подкурганные захоронения в ямах, выявленные на могильниках в Каменном, Липине и Радичеве. Изменения погребальной обрядности северян связывают с распространением общерусской материальной культуры и христианизацией населения.

## Экономика

### Сельское хозяйство
Результаты археоботанических исследований показывают, что северяне возделывали ячмень, пшеницу (в частности, двузернянку), рожь, просо и овёс. Бытовала двух- и трёхпольная система землепользования, поля засевались как яровыми, так и озимыми культурами. Из технических культур северяне растили лён и, вероятно, коноплю. Обработка почвы велась при помощи рал с железными наконечниками, для сбора урожая применялись серпы и косы-горбуши. От носителей салтовской культуры северяне заимствовали технику изготовления мотыжек увеличенных размеров или с горизонтальной втулкой. Для переработки зерна использовались ротационные жернова и более архаичные зернотёрки.
Заметную роль в хозяйстве играло животноводство. Северяне содержали крупный и мелкий рогатый скот, свиней и лошадей; известно о единичных находках костей верблюда и осла. С животноводческой деятельностью связаны находки разнообразного конского снаряжения, ботал, ножниц для стрижки шерсти. Почти на каждом поселении найдены кости собак, в отдельных случаях — кошек. От 1/5 до 1/3 археозоологических материалов представлены костями диких животных: косули, кабана, оленя, лося, медведя, бобра и др. Многочисленные находки рыбьей чешуи и костей указывают на распространение рыболовства. Предполагается широкое развитие бортничества и смолокурения.

### Ремёсла

#### Чёрная металлургия и обработка железа

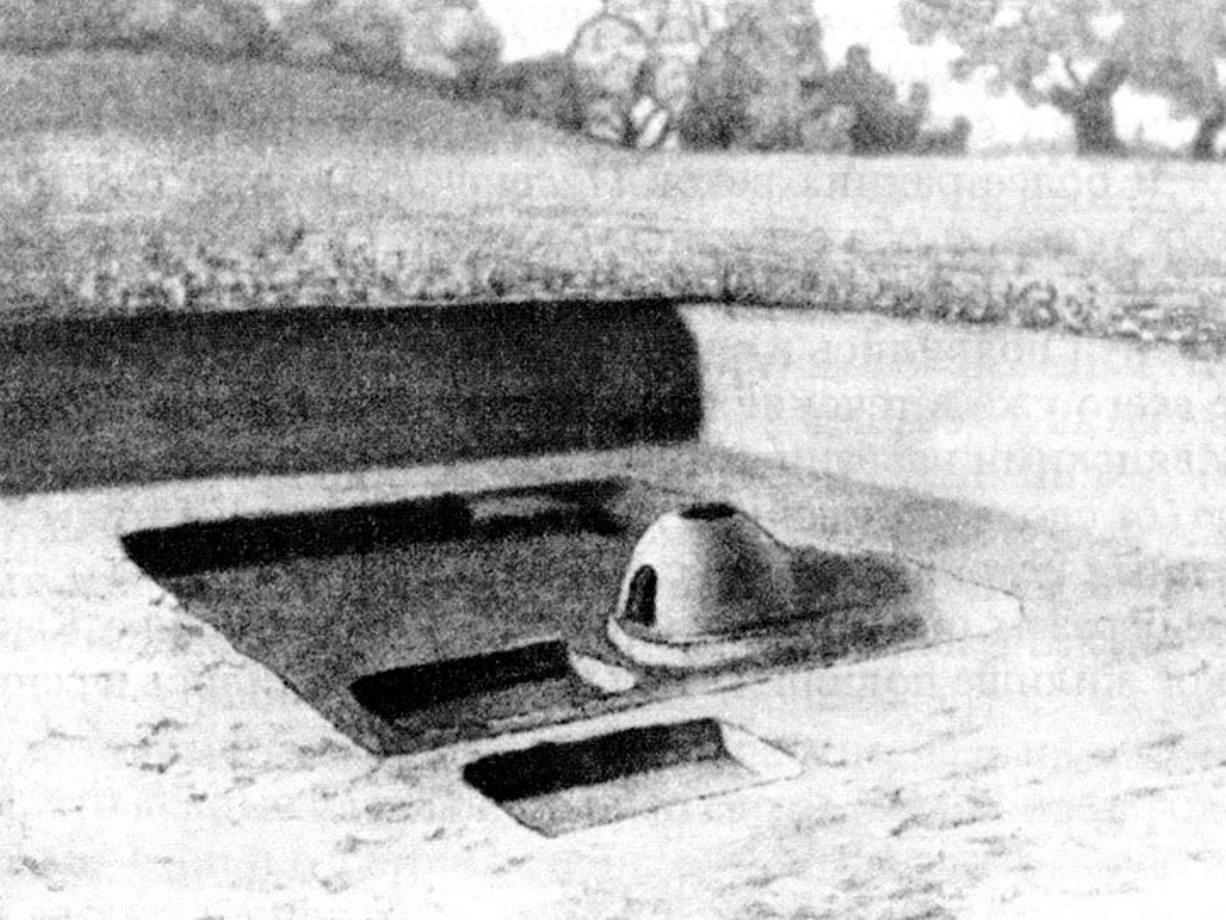
Остатки железодельной мастерской. Раскопки Н. Е. Макаренко

В. В. Колода сообщает о существовании в ареале волынцевской культуры трёх пунктов железопроизводства. В частности, в Волынцеве была обнаружена мастерская с остатками горна шахтного типа с заглублённой нижней частью, в котором производилось восстановление железа. Носители роменской культуры использовали сыродутные наземные горны с сопловым дутьём и печи. Жители Новотроицкого городища выплавляли ковкий металл тигельным (горшечным) способом. Большинство изделий производилось из кричного железа, сырцовой стали или «пакетного» металла; предметы вооружения и многие инструменты делались из среднеуглеродистой стали, полученной методом цементации. Северянские мастера владели техникой горячей и холодной ковки, кузнечной сварки, закалки и отпуска. Встречены остатки сооружений для работы с чёрным металлом. У деревни Мешково на Тускаре выявлен роменский металлургический центр.

#### Обработка цветных металлов
В VIII в. на Днепровском Левобережье формируется комплекс ювелирных украшений, характерный для древностей роменской культуры. Ранняя часть роменских украшений синхронна поздней группе «древностей антов». Эти украшения — звездовидные, шаровидные серьги, серьги с подвеской-балясиной, браслеты с расширяющимися концами — «имеют широкие аналогии в славяно-аварских древностях Подунавья и вкупе образуют как бы слепок с набора украшений юго-западных славян VIII вв».

Спиральное височное кольцо

Во второй половине VIII — первой половине IX веков в комплексе роменских украшений широко представлены и вещи степного круга, характерные для древностей салтовской культуры, связываемой с хазарским населением. На протяжении IX века количество салтовских вещей уменьшается. Сокращается в это время и поступление ювелирных украшений византийских и подунайских типов. Однако на базе подунайских украшений начинают формироваться и местные типы украшений — лучевые кольца, «волынские серьги», лунницы, дротовые браслеты с раскованными пластинчатыми концами и пластинчатые браслеты со скованной в дрот средней частью.

#### Керамическое производство
В основной массе северянская керамика производилась без использования гончарного круга. Как правило, сосуды вылеплены из плохо промешанной глины с крупными включениями шамота и органических примесей, реже — дресвы. Обжиг преимущественно печной, толщина стенок сосудов превышает 0,5 см, поверхность шероховатая на ощупь.
Для волынцевских древностей характерны так называемые горшки волынцевского типа — изготовленные на круге сосуды с высоким прямым венчиком, выпуклыми плечиками и усечённо-коническим низом. Лучшие из них выполнены на круге быстрого вращения, имеют после обжига серый цвет и декорированы пролощёнными линиями. Менее качественные сосуды красноватые или оранжевые, часто сделаны на медленном круге; при помощи последнего изготавливались также чернолощёные горшки. Помимо этого, известны подражания сосудам волынцевского типа: покрытые лощением, лепные, лишь подправленные на поворотной доске. О. А. Щеглова предположила, что центр производства гончарной волынцевской керамики находился в верхнем течении Псла; по мнению А. В. Комара и О. В. Сухобокова, таких центров было несколько. Среди материалов большинства волынцевских поселений доля качественной круговой посуды обычно не превышает 10—15% и только на Битицком городище достигает 60%. Возможно, один из гончарных центров находился именно в Битице. Наиболее ранняя (до начала салтовского влияния) круговая посуда близка по форме гончарным сосудам Пастырского городища. Гипотеза о происхождении керамики волынцевского типа от пастырской не доказана.

Согласно В. В. Седову, около 80—90% керамического материала волынцевской культуры составляют сосуды, произведённые без использования гончарного круга. Ведущее место в керамическом комплексе занимают лепные горшки с профилированной верхней частью и коническим туловом, также встречаются миски, корчаги, сковороды, кружки. Для раннего этапа волынцевской культуры характерно сохранение отдельных «архаичных» форм керамики, восходящих к колочинским и пеньковским традициям, в остальном же лепная посуда этого времени схожа с сахновской. Для неё типична орнаментация защипами и насечками по венчику. В последней четверти VIII века посуду начали декорировать гребенчатым штампом. Со второй трети IX века этот вид орнамента стал преобладающим. Также обрёл популярность врезной орнамент в виде линий (прямых, волнистых и зигзагов), наносившийся на лепные и раннекруговые «волынцоидные» сосуды с вертикальным венчиком; появились лепные и подправленные на круге горшки «древнерусского» типа, украшенные аналогичным образом.

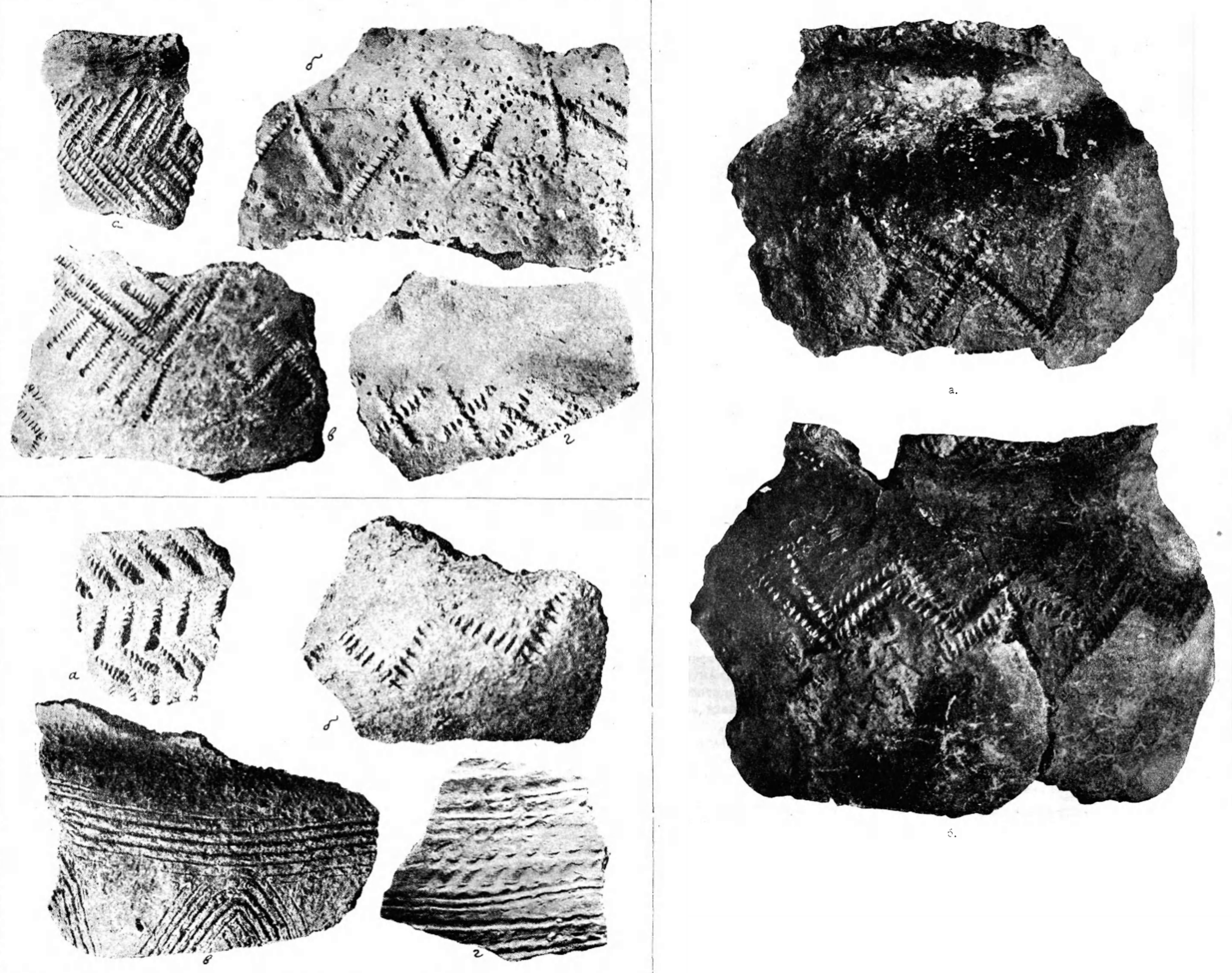
Орнаментация северянской посуды IX—XI веков

С конца IX века «волынцоидные» раннекруговые сосуды с врезным орнаментом и высокие раструбовидные горшки вышли из обихода. Продолжалось изготовление подлощённых сосудов с вертикальным венчиком и других видов лепной посуды. Керамика активно украшалась «ёлочным», «зубчатым», сетчатым, меандровым и другими видами орнамента, нанесённого гребенчатым штампом. Началось поступление древнерусской гончарной посуды и производство раннекруговых подражаний последней. В роменских комплексах первой четверти X века доля раннекруговой посуды составляет 2—5 %, первой четверти XI — от 40 до 55 %. Бытование лепной посуды продолжалось в Горбове вплоть до второй четверти XI века, в Курске и Полтаве — до середины того же столетия.